# Kiyoshi Hasegawa
Pour les articles homonymes, voir Hasegawa.
 (décembre 2020).
Si vous disposez d'ouvrages ou d'articles de référence ou si vous connaissez des sites web de qualité traitant du thème abordé ici, merci de compléter l'article en donnant les références utiles à sa vérifiabilité et en les liant à la section « Notes et références ».
Kiyoshi Hasegawa (長谷川 潔, Hasegawa Kiyoshi), né le 9 décembre 1891 à Yokohama et mort le 13 décembre 1980 à Paris, est un peintre et graveur japonais.

## Biographie
Kiyoshi Hasegawa est un peintre de paysages animés, de natures mortes, de fleurs, peintre à la gouache, aquarelliste, graveur, illustrateur. Après être sorti diplômé de l'université Meiji de Tokyo, il étudie la peinture à l'huile avec Okada Saburōsuke (1869-1939) et Fujishima Takeji. En 1912, il commence à pratiquer la gravure sur bois et, en 1913, la gravure sur cuivre.
Après un bref séjour aux États-Unis en 1918, il vient à Paris dès 1919, où il fera toute sa carrière. Il expose à partir de 1923, à divers salons dont le Salon d'automne, où il est sociétaire et même membre du jury en 1961, le salon des Tuileries, des indépendants, de la Société nationale des beaux-arts, dont il est membre du jury en 1964. En 1934, il participe à l'organisation d'une importante exposition d'estampes japonaises modernes, destinée à être exposée dans plusieurs capitales.
Depuis 1957, Hasegawa figure à la biennale internationale d'estampes de Tokyo. En 1965, il figure à la grande exposition du musée d'art moderne de la ville de Paris consacrée aux artistes japonais résidant à l'étranger.
Il a illustré plusieurs ouvrages littéraires traduits du japonais.

### Décorations
- 1935 : Légion d'honneur
- 1966 : Chevalier de l'ordre des Arts et des Lettres

### Prix et distinctions
- 1937 : médaille d'or à l'occasion de l'exposition internationale de 1937, de même qu'à celle de 1960.
- 1966 : prix de l'estampe au Salon de la Société nationale des beaux-arts — médaille de la Culture française
- 1967 : médaille d'or de la ville de Paris
- 1969 : médaille de vermeil de la ville de Paris

Il est membre de la Société des peintres-graveurs français, de l'Association japonaise de gravure et, à partir de 1964, membre de l'Académie des beaux-arts.

## Style et technique
Hasegawa a produit près de 350 estampes entre 1919 et 1963, sans compter sa production entre 1916 et 1919 au Japon, évaluée à moins de 60 pièces.
Peu après son arrivée à Paris, il fonde sa réputation par ses compétences techniques, en introduisant en France la gravure en manière noire, et la gravure sur bois à partir d'à-plats noirs introduisant un jeu de contrastes, qu'il pratique préférentiellement à partir de 1924 et dont il exploite largement les contrastes de valeurs, obtenant de effets incomparables par la richesse et la profondeur des harmonies extraites du noir.
Dès ses débuts apparaît dans sa peinture le désir de concilier la tradition japonaise à l'art occidental moderne qu'il inculque à l'une de ses élèves, Hasegawa Haruko. À cette époque, il s'implique, à l'encre et en gravure, dans le mouvement abstrait. Il évolue progressivement à une manière plus figurative, avec de vastes paysages aux couleurs mouillées en larges taches sur des fonds de motifs graphiques entremêlés, avec aussi des thèmes de fleurs et oiseaux, des nus. Il crée, dans une production abondante, un monde microscopique, translucide, calme et contenu. Il avait épousé Micheline Bianchi (1893-1982).

## Musées
Certaines de ses œuvres sont conservées dans les musées :
- Londres : Victoria and Albert Museum, cabinet des estampes
- New York : musée d'art moderne de New York
- Paris : Cabinet des estampes, musée d'Orsay
- Tokyo : musée d'art moderne

Une partie des archives de Hasegawa est conservée à l'Institut national d'histoire de l'art.